# Предатори у Републици Српској
Предатори (грабљивац или грабежљивац) у Републици Српској је један од облика интеракције између два бића у екосистемуу коме он напада и једе свој плен. Данас је опште познато да врсте сисара и птица, које се у већој или мањој мери хране корисном (гајеном) дивљачи али и другим животињама (или биљкама) називамо предаторима.
Једна од обавеза свих ловачких друштава у Републици Српској је уклањање предатора, за које нема ловостаја. Међу  најзначајнији предаторе у Републици Српској убрајају се лисица, куна и шакал, вук, јазавац, дивља мачка.

## Опште информације
Предатори могу, али не морају убити свој плен пре него што га поједу. Али чин предатора увек, у крајњој линији, изазива смрт жртве, а узимајући плен и у деловима тела, он се уноси у тело предатора. Правим предатором се може сматрати она животиња која убија и једе и друге животиње, али многе животиње се понашају и као предатори и као лешинари.
Предатори су обично месоједи или сваштоједи (једу биљке и друге животиње), ловећи друге животиње за храну. Примери предатора у Републици Српској су змије, вукови, лисице, шакали, дивља мачка, куне, јазавац твор.
У ловиштима Републике Српске су најбројније и најловљеније ове врсте предатора: лисица (годишњи улов износи више од 1.100 јединки), потом куне, дивља мачка и јазавац.

## Одстрел предатора у Републици Српској
Збирни подаци о процењеној бројности и регистрованом улову главних
врста предатора у ловиштима Републике Српске призана је у доњој табели, а на  основу пподатака који потичу из планских докумената и службених евиденција корисника ловишта, због чега их треба узети са извесном резервом.
| Врста дивљачи | Бројност         | Укупан улов |
| ------------- | ---------------- | ----------- |
| Лисица        | 12.387 до 12.602 | 3.699       |
| Шакал         | 123 до 190       | 34          |
| Вук           | 661 дио 702      | 90          |
| Дивља мачка   | 2.259 до 2.313   | 146         |
| Куне          | 9.231 до 9.901   | 1.209       |
| Јазавац       | 2.597 до 2.802   | 113         |
| Твор          | 1.920 до 2.295   | 42          |